# 1967
1967 (MCMLXVII) je bilo navadno leto, ki se je po gregorijanskem koledarju začelo na nedeljo.

## Dogodki
- 1. januar - v Kanadi se prične celoletna proslava stote obletnice sprejetja ustavnega akta, ki jo spremlja svetovna razstava Expo 67 v Montréalu.
- 4. januar - rock skupina The Doors izda svoj prvi album.
- 8. januar - Vietnamska vojna: ameriške sile pričnejo z obsežno akcijo »išči in uniči« proti silam Viet Konga, Operacijo Cedar Falls.
- 26. januar - Parlament Združenega kraljestva sprejme sklep o nacionalizaciji 90 % državne jeklarske industrije.
- 27. januar - v požaru komandnega modula med preskusi za odpravo Apollo 1 umrejo astronavti Gus Grissom, Edward Higgins White in Roger Chaffee.
- 22. februar - general Suharto prevzame oblast v Indoneziji od Sukarna z vojaškim državnim udarom.
- 24. februar - Sovjetska zveza prepove svojim satelitskim državam vzpostavljanje diplomatskih odnosov z Zahodno Nemčijo.
- 1. marec - v Braziliji je aretiran Franz Stangl, nekdanji esesovski poveljnik uničevalnih taborišč Treblinka in Sobibor.
- 9. marec - Stalinova hči Svetlana Allilujeva prebegne v Združene države Amerike preko veleposlaništva v New Delhiju.
- 14. marec - devet članov vodstva nemškega farmacevtskega podjetja Grünenthal je obsojenih zaradi prodajanja talidomida kljub znanim teratogenim učinkom.
- 9. april - krstni polet novega potniškega letala Boeing 737.
- 14. april - v San Franciscu poteka sprevod 10.000 protestnikov proti vietnamski vojni.
- 24. april - zaradi okvare med pristankom kapsule Sojuz 1 umre prvi sovjetski kozmonavt, Vladimir Mihajlovič Komarov.
- 30. april - v Moskvi je končan 540 m visok televizijski stolp Ostankino, takrat najvišja prosto stoječa zgradba na svetu.
- 6. maj - Zakir Husein postane prvi muslimanski predsednik Indije.
- 8. maj - med množičnimi demonstracijami proti britanski oblasti v Hong Kongu se vnamejo spopadi med protestniki in policijo, ki zahtevajo 51 življenj, več sto ljudi je ranjenih.
- 17. maj - v Siriji se prične mobilizacija za boj proti Izraelu.
- 19. maj - Jurij Andropov prevzame vodstvo sovjetske varnostno-obveščevalne službe KGB.
- 23. maj - Egipt zapre morski dostop v Rdeče morje za izraelske ladje.
- 27. maj - avstralski volivci na referendumu z veliko večino potrdijo prvi korak k priznavanju pravic staroselcev.
- 30. maj - Republika Biafra razglasi odcepitev od Nigerije.
- 2. junij - v protestih v zahodnem Berlinu proti obisku iranskega šaha umre Benno Ohnesorg, njegova smrt spodbudi nastanek teroristične skupine Gibanje 2. junij.
- 5. – 10. junij - šestdnevna vojna med Arabci in Izraelci: Izrael osvoji Zahodni breg, Gazo, Sinaj in Golansko planoto. Egiptovski predsednik Naser zaradi poraza oznani svoj odstop, ki ga naslednji dan prekliče.
- 12. junij - Sovjetska zveza izstreli sondo Venera 4 proti Veneri.
- 14. junij - Združene države Amerike izstrelijo sondo Mariner 5 proti Veneri.
- 25. junij - ocenjeno 400 milijonov gledalcev spremlja prvo satelitsko televizijsko oddajo v živo, ki jo konča nastop The Beatles s posebej v ta namen napisano skladbo »All You Need is Love«.
- 26. junij - papež Pavel VI. umesti 27 novih kardinalov, med njimi bodočega papeža Janeza Pavla II.
- 28. junij - Izrael priključi vzhodni Jeruzalem.
- 23. julij - v Detroitu (Michigan, ZDA) potekajo eni najhujših rasnih izgredov v zgodovini države, v katerih je 43 ljudi ubitih in 342 ranjenih ter požganih 1.400 zgradb.
- 24. julij - francoski predsednik Charles de Gaulle med obiskom Kanade vzklikne »Vive le Québec libre!« (Naj živi svobodni Quebec) pred stotisočglavo množico, kar mnogi interpretirajo kot podporo osamosvojitvi Quebeca.
- 5. avgust - rock skupina Pink Floyd izda svoj debitantski album, The Piper at the Gates of Dawn.
- 8. avgust - v Bangkoku (Tajska) je ustanovljena Zveza držav Jugovzhodne Azije.
- 3. september - »dan H« na Švedskem: ob 5. uri zjutraj po lokalnem času se v vsej državi spremenijo pravila cestnega prometa, Švedska uzakoni vožnjo po desnem pasu namesto po levem.
- 10. september - gibraltarski volivci na referendumu skoraj soglasno zavrnejo priključitev Španiji.
- 27. september - RMS Queen Mary konča svojo zadnjo čezoceansko plovbo.
- 8. oktober - Che Guevara in njegovi možje so zajeti v Boliviji ter dan kasneje usmrčeni.
- 19. oktober - sonda Mariner 5 leti mimo Venere.
- 26. oktober - Mohamed Reza Pahlavi je okronan kot iranski šah.
- 9. november - program Apollo: NASA poskusno izstreli plovilo Apollo 4 brez posadke, z novo nosilno raketo Saturn V.
- 29. november - ameriški obrambni sekretar Robert McNamara oznani svoj odstop zaradi nestrinjanja predsednika Lyndona B. Johnsona z njegovimi predlogi za zmanjšanje ameriških vojaških akcij v vietnamski vojni.
- 3. december - Christiaan Barnard z 31-člansko ekipo bolnišnice v Cape Townu opravi prvo uspešno presaditev srca v zgodovini.
- 9. december - Nicolae Ceaușescu postane predsednik državnega sveta Romunije in s tem de facto vodja države.
- 11. december - v francoskem Toulousu je javnosti prvič predstavljeno nadzvočno potniško letalo Concorde.
- 13. december - Konstantin II. Grški po neuspelem poskusu državnega udara uide iz Grčije.

## Rojstva
- 2. januar - Tia Carrere, ameriška igralka, pevka in fotomodel
- 14. februar - Mark Rutte, nizozemski politik
- 18. februar - Roberto Baggio, italijanski nogometaš
- 19. februar - Benicio del Toro, portoriško-španski igralec
- 20. februar - Kurt Cobain, ameriški glasbenik († 1994)
- 13. marec - Andrés Escobar, kolumbijski nogometaš († 1994)
- 8. maj - Andrej Razinger, slovenski hokejist
- 9. maj - Nataša Bokal, slovenska alpska smučarka
- 15. maj - Simen Agdestein, norveški nogometaš in trener ter šahovski velemojster
- 16. maj - Virgil Widrich, avstrijski filmski režiser
- 27. maj - Paul Gascoigne, angleški nogometaš
- 29. maj - Noel Gallagher, angleški pevec
- 20. junij - Nicole Kidman, ameriška igralka, fotomodel in pevka
- 24. junij - Janez Lapajne, slovenski filmski režiser
- 1. julij - Pamela Anderson, ameriška igralka in fotomodel
- 30. julij - Gregor Majdič, slovenski endokrinolog, embriolog in pisatelj
- 12. avgust - Emil Kostadinov, bolgarski nogometaš
- 21. avgust - Carrie-Anne Moss, kanadska igralka
- 13. september - Michael Johnson, ameriški atlet
- 19. september - Aleksander Aleksandrovič Karelin, ruski rokoborec in politik
- 29. september - Igor Podpečan, slovenski harmonikar in baritonist
- 28. oktober - Julia Roberts, ameriška igralka in fotomodel
- 3. november - Antonio Pettigrew, ameriški atlet († 2010)
- 6. november
  - Igor Evgen Bergant, slovenski novinar in šporni komentator
  - Janez Lenarčič,  slovenski pravnik, politik in evropski komisar
- 7. november - David Guetta, francoski house producent in DJ
- 22. november - Boris Becker, nemški tenisač
- 20. december - Mihail Sakašvili, gruzijski politik

## Smrti
- 3. januar - Jack Ruby, ameriški lastnik nočnega kluba Dallas (* 1911)
- 4. januar - Boris Kraigher, slovenski partizan, general in komunistični politik (* 1914)
- 27. januar - 
  - Edward Higgins White, ameriški astronavt (* 1930)
  - Gus Grissom, ameriški astronavt (* 1926)
  - Roger Chaffee, ameriški astronavt (* 1935)
- 18. februar - Julius Robert Oppenheimer, ameriški fizik (* 1904)
- 4. marec - Mohamed Mosadek, iranski politik (* 1882)
- 18. marec - Marij Pregelj, slovenski slikar (* 1913)
- 5. april - Hermann Joseph Muller, ameriški genetik, nobelovec (* 1890)
- 19. april - Konrad Adenauer, nemški pravnik in politik (* 1876)
- 21. april - André-Louis Danjon, francoski astronom (* 1890)
- 24. april - Vladimir Mihajlovič Komarov, ruski kozmonavt (* 1927)
- 30. april - Franjo Baš, slovenski muzealec, zgodovinar in etnolog (* 1899)
- 14. maj - Osvaldo Moles, brazilski novinar (* 1913)
- 15. maj - Edward Hopper, ameriški slikar in ilustrator (* 1882)
- 4. junij - Lloyd Viel Berkner, ameriški fizik in inženir (* 1905)
- 10. junij - Spencer Tracy, ameriški igralec (* 1900)
- 8. julij - Vivien Leigh, angleška igralka (* 1913)
- 14. julij - Alojz Gradnik, slovenski pesnik, prevajalec in sodnik (* 1882)
- 20. julij - Morris Swadesh, ameriški jezikoslovec in antropolog (* 1909)
- 21. julij - Basil Rathbone, angleški igralec (* 1892)
- 1. avgust - Richard Kuhn, avstrijsko-nemški biokemik, nobelovec (* 1900)
- 9. avgust - Joe Orton, angleški dramatik (* 1933)
- 14. avgust - Bob Anderson, britanski dirkač Formule 1 (* 1931)
- 15. avgust - René Magritte, belgijski slikar (* 1898)
- 19. avgust - Isaac Deutscher, britanski zgodovinar marksizma (* 1907)
- 1. september - Ilse Koch, nemška nacistka in vojna zločinka (* 1906)
- 12. september - Vladimir Bartol, slovenski pisatelj in dramatik (* 1903)
- 18. september - John Douglas Cockcroft, angleški fizik, nobelovec  (* 1897)
- 25. september - Stanislaw Sosabowski, poljski general (* 1892)
- 9. oktober - 
  - Che Guevara, argentinski revolucionar (* 1928)
  - Cyril Norman Hinshelwood, britanski fizikalni kemik, nobelovec (* 1897)
- 21. oktober - Ejnar Hertzsprung, danski astronom in kemik (* 1873)
- 15. november - Michael James Adams, ameriški vojaški pilot in astronavt (* 1930)
- 20. november - Kazimierz Funk, poljski biokemik (* 1884)
- 10. december - Otis Redding, ameriški pevec in producent (* 1941)
- 28. december - Katharine McCormick, ameriška feministka in politična aktivistka (* 1875)

## Nobelove nagrade
- Fizika - Hans Albrecht Bethe
- Kemija - Manfred Eigen, Ronald George Wreyford Norrish, George Porter
- Fiziologija ali medicina - Ragnar Granit, Haldan Keffer Hartline, George Wald
- Književnost - Miguel Ángel Asturias
- Mir - ni bila podeljena